# Liste der Sieger bei PDC-Turnieren 2009
Die Liste der Sieger bei PDC-Turnieren 2009 listet zuerst alle Sieger bei den Major-Turnieren der Professional Darts Corporation auf. Im Weiteren werden die weiteren Turniersieger aufgelistet und Statistiken aufgezeigt.
←2008 2010→

## Turniersieger

### Major-Turniere
| Turnier                     | Sieger        | Finalist              | Ergebnis | Format |
| --------------------------- | ------------- | --------------------- | -------- | ------ |
| Weltmeisterschaft           | Phil Taylor   | Raymond van Barneveld | 7:1      | Sätze  |
| Players Championship Finals | Phil Taylor   | Robert Thornton       | 16:9     | Legs   |
| Premier League              | James Wade    | Mervyn King           | 13:8     | Legs   |
| UK Open                     | Phil Taylor   | Colin Osborne         | 11:6     | Legs   |
| Desert Classic              | Phil Taylor   | Raymond van Barneveld | 13:11    | Legs   |
| World Matchplay             | Phil Taylor   | Terry Jenkins         | 18:4     | Legs   |
| World Grand Prix            | Phil Taylor   | Raymond van Barneveld | 6:3      | Sätze  |
| Championship League         | Colin Osborne | Phil Taylor           | 6:4      | Legs   |
| European Championship       | Phil Taylor   | Steve Beaton          | 11:3     | Legs   |
| Grand Slam                  | Phil Taylor   | Scott Waites (BDO)    | 16:2     | Legs   |

### Players Championships
Alle Ergebnisse wurden im Legmodus ausgespielt.
| Turnier                            | Sieger             | Finalist              | Ergebnis |
| ---------------------------------- | ------------------ | --------------------- | -------- |
| Bobby Bourn Memorial Trophy        | Terry Jenkins      | Mark Dudbridge        | 6:3      |
| Players Championship Gibraltar 1   | Phil Taylor        | Alan Tabern           | 6:2      |
| Players Championship Gibraltar 2   | Phil Taylor        | Mark Dudbridge        | 6:1      |
| Players Championship Deutschland 1 | Phil Taylor        | Adrian Lewis          | 6:0      |
| Players Championship Deutschland 2 | Phil Taylor        | Adrian Lewis          | 6:1      |
| Players Championship Schottland 1  | Robert Thornton    | Dennis Priestley      | 6:5      |
| Players Championship Nordwesten    | Dennis Priestley   | Colin Lloyd           | 6:1      |
| Players Championship Süden         | Phil Taylor        | Ronnie Baxter         | 6:2      |
| Players Championship Midlands      | Mark Walsh         | Phil Taylor           | 6:4      |
| Players Championship Nuland 1      | Phil Taylor        | Gary Anderson         | 6:5      |
| Players Championship Nuland 2      | Phil Taylor        | Gary Anderson         | 6:2      |
| Players Championship Südwesten     | Michael van Gerwen | Vincent van der Voort | 6:3      |
| Players Championship East Midlands | James Wade         | Colin Lloyd           | 6:4      |
| Players Championship Wales         | Gary Anderson      | Mervyn King           | 6:2      |
| Players Championship Barnsley 1    | Mark Walsh         | Jamie Caven           | 6:4      |
| Players Championship Barnsley 2    | Colin Osborne      | Gary Anderson         | 6:2      |
| Players Championship Deutschland 3 | Andy Smith         | Colin Lloyd           | 6:5      |
| Players Championship Deutschland 4 | Mark Walsh         | Andy Hamilton         | 6:5      |
| Players Championship Las Vegas     | Ronnie Baxter      | Phil Taylor           | 6:2      |
| Australian Open                    | Paul Nicholson     | Robert Thornton       | 6:1      |
| Players Championship Kanada        | Dennis Priestley   | Wes Newton            | 6:4      |
| Atlanta Players Championship       | Colin Lloyd        | James Wade            | 6:2      |
| US Open                            | Dennis Priestley   | Andy Hamilton         | 6:3      |
| Players Championship Österreich 1  | Adrian Lewis       | Carlos Rodríguez      | 6:4      |
| Players Championship Österreich 2  | Jamie Caven        | Steve Beaton          | 5:2      |
| Players Championship Irland 1      | Adrian Lewis       | Andy Hamilton         | 6:4      |
| Players Championship Irland 2      | Phil Taylor        | Wes Newton            | 6:1      |
| Killarney Pro Tour                 | Phil Taylor        | Paul Nicholson        | 6:0      |
| Players Championship Nuland 3      | Steve Beaton       | Wes Newton            | 6:1      |
| Players Championship Nuland 4      | James Wade         | Brendan Dolan         | 6:2      |
| Players Championship Schottland 2  | Wes Newton         | Steve Beaton          | 6:5      |
| Players Championship Schottland 3  | Colin Osborne      | Michael van Gerwen    | 6:4      |

### UK Open Qualifiers
Bei den UK Open Qualifiern wurde ausgespielt, wer sich für die UK Open qualifiziert.
Alle Ergebnisse wurden im Legmodus ausgespielt.
| Turnier             | Sieger          | Finalist              | Ergebnis |
| ------------------- | --------------- | --------------------- | -------- |
| UK Open Qualifier 1 | Colin Lloyd     | Colin Osborne         | 6:1      |
| UK Open Qualifier 2 | Robert Thornton | Dennis Priestley      | 6:2      |
| UK Open Qualifier 3 | James Wade      | Kevin McDine          | 6:3      |
| UK Open Qualifier 4 | Phil Taylor     | Terry Jenkins         | 6:4      |
| UK Open Qualifier 5 | Phil Taylor     | Wayne Jones           | 6:5      |
| UK Open Qualifier 6 | Phil Taylor     | Andy Hamilton         | 6:0      |
| UK Open Qualifier 7 | Mark Walsh      | Raymond van Barneveld | 6:5      |
| UK Open Qualifier 8 | Jamie Caven     | Alan Tabern           | 6:5      |

### Sonstige
Zusätzlich gab es ein paar wenige Turniere, die außerhalb der obengenannten Turnierserien ausgetragen wurden.
Alle Ergebnisse wurden im Legmodus ausgespielt.
| Turnier                         | Sieger                   | Finalist                        | Ergebnis |
| ------------------------------- | ------------------------ | ------------------------------- | -------- |
| Nordamerikanische Meisterschaft | Scott Burnett            | Darin Young                     | 6:3      |
| South African Masters           | Phil Taylor              | James Wade                      | 6:4      |
| Gleneagle Irish Masters         | Phil Taylor              | Wayne Jones                     | 6:1      |
| German Championship             | Phil Taylor              | Mervyn King                     | 11:4     |
| Jocky Wilson Cup                | Phil Taylor & James Wade | Gary Anderson & Robert Thornton | 5:0      |
| Ireland Autumn Classic          | Mickey Mansell           | Mick McGowan                    | ?:?      |

### Qualifikationen zur Weltmeisterschaft
Um die Internationalität des Wettbewerbs und Spieler aus Ländern mit weniger Dartskultur und Frauen zu fördern, werden diverse Qualifikationsturniere für die World Darts Championship ausgetragen.
Alle Ergebnisse wurden im Legmodus ausgespielt.
| Turnier                            | Sieger            | Zweitplatzierter | Drittplatzierter |
| ---------------------------------- | ----------------- | ---------------- | ---------------- |
| Nordamerikanische Tour             | Darin Young       | Scott Burnett    | Ken MacNeil      |
| Australische Tour                  | Simon Whitlock    |                  |                  |
| Ozeanische Meisterschaft           | Warren Parry      |                  |                  |
| Japanischer Qualifier              | Haruki Muramatsu  |                  |                  |
| Finnischer Qualifier               | Jarkko Komula     |                  |                  |
| Schwedischer Qualifier             | Magnus Caris      |                  |                  |
| Dänische Qualifikationsserie       | Per Laursen       |                  |                  |
| Großraum China-Qualifier           | Shi Yongsheng a   |                  |                  |
| Philippinischer Qualifier          | Christian Perez   |                  |                  |
| Neuseeländische Meisterschaft      | Phillip Hazel     |                  |                  |
| South African Open                 | Leslie Francis    |                  |                  |
| Südamerika-und-Karibik-Qualifier   | Norman Madhoo     |                  |                  |
| Russian Masters                    | Roman Kontschikow |                  |                  |
| Deutscher Qualifier                | Tomas Seyler      |                  |                  |
| Tom Kirby Memorial Irish Matchplay | Aodhagan O’Neill  |                  |                  |
| Osteuropäischer Qualifier          | Osmann Kijamet    |                  |                  |
| Polnischer Qualifier               | Krzysztof Kciuk   |                  |                  |
| Spanischer Qualifier               | Francisco Ruiz    |                  |                  |

 Andree Welge,  Mensur Suljović und  Jyhan Artut erhielten einen Startplatz als die vier bestplatzierten Spieler des europäischen Festlands in der PDC Order of Merit.

## Statistiken

### Sieger und Finalisten nach Nationalität
Die Qualifikationsturniere zur Weltmeisterschaft sind hier nicht eingerechnet. Die Anzahl der Finale stehen in Klammern.
| Turnierart           | AUS   | ENG     | IRL   | NED   | NIR   | SCO   | ESP   | USA   |
| -------------------- | ----- | ------- | ----- | ----- | ----- | ----- | ----- | ----- |
| Majorturnier         | 0     | 10 (16) | 0     | 0 (3) | 0     | 0 (1) | 0     | 0     |
| Players Championship | 1 (2) | 29 (52) | 0     | 1 (3) | 0 (1) | 2 (6) | 0 (1) | 0     |
| UK Open Qualifiers   | 0     | 7 (14)  | 0     | 0 (1) | 0     | 1 (1) | 0     | 0     |
| Sonstige             | 0     | 4 (7)   | 0 (1) | 0     | 1 (1) | 0 (1) | 0     | 1 (2) |

### Errungenschaften

#### Persönliche Errungenschaften
- Erster Majortitel: Colin Osborne
- Erstes PDC-Majorfinale: Robert Thornton, Mervyn King, Colin Osborne, Steve Beaton, Scott Waites

- Erster PDC-Titel: Mark Walsh, Gary Anderson, Jamie Caven, Wes Newton

- Erstes PDC-Finale: Gary Anderson

#### Nationale Errungenschaften
- Erster Weltmeisterschaftsqualifikant:  Gibraltar,  Polen,  Slowenien,  Schweden
- Erster PDC-Major-Finalist:  Schottland

### Majorturniere
| Spieler               | Siege | Finalniederlagen |
| --------------------- | ----- | ---------------- |
| Phil Taylor           | 8     | 1                |
| Colin Osborne         | 1     | 1                |
| James Wade            | 1     | 0                |
| Raymond van Barneveld | 0     | 3                |
| Steve Beaton          | 0     | 1                |
| Terry Jenkins         | 0     | 1                |
| Mervyn King           | 0     | 1                |
| Robert Thornton       | 0     | 1                |
| Scott Waites (BDO)    | 0     | 1                |

### Players Championship
| Spieler               | Siege | Finalniederlagen |
| --------------------- | ----- | ---------------- |
| Phil Taylor           | 9     | 2                |
| Dennis Priestley      | 3     | 1                |
| Mark Walsh            | 3     | 0                |
| Adrian Lewis          | 2     | 2                |
| James Wade            | 2     | 1                |
| Gary Anderson         | 1     | 3                |
| Colin Lloyd           | 1     | 3                |
| Wes Newton            | 1     | 3                |
| Steve Beaton          | 1     | 2                |
| Ronnie Baxter         | 1     | 1                |
| Jamie Caven           | 1     | 1                |
| Michael van Gerwen    | 1     | 1                |
| Paul Nicholson        | 1     | 1                |
| Robert Thornton       | 1     | 1                |
| Terry Jenkins         | 1     | 0                |
| Andy Smith            | 1     | 0                |
| Mark Dudbridge        | 0     | 2                |
| Andy Hamilton         | 0     | 3                |
| Brendan Dolan         | 0     | 1                |
| Mervyn King           | 0     | 1                |
| Carlos Rodríguez      | 0     | 1                |
| Alan Tabern           | 0     | 1                |
| Vincent van der Voort | 0     | 1                |

### UK Open Qualifiers
| Spieler               | Siege | Finalniederlagen |
| --------------------- | ----- | ---------------- |
| Phil Taylor           | 3     | 0                |
| Jamie Caven           | 1     | 0                |
| Colin Lloyd           | 1     | 0                |
| Robert Thornton       | 1     | 0                |
| James Wade            | 1     | 0                |
| Mark Walsh            | 1     | 0                |
| Raymond van Barneveld | 0     | 1                |
| Kevin McDine          | 0     | 1                |
| Andy Hamilton         | 0     | 1                |
| Terry Jenkins         | 0     | 1                |
| Wayne Jones           | 0     | 1                |
| Colin Osborne         | 0     | 1                |
| Dennis Priestley      | 0     | 1                |
| Alan Tabern           | 0     | 1                |

### Sonstige
| Spieler         | Siege | Finalniederlagen |
| --------------- | ----- | ---------------- |
| Phil Taylor     | 4     | 0                |
| James Wade      | 1     | 1                |
| Scott Burnett   | 1     | 0                |
| Mickey Mansell  | 1     | 0                |
| Gary Anderson   | 0     | 1                |
| Mick McGowan    | 0     | 1                |
| Wayne Jones     | 0     | 1                |
| Mervyn King     | 0     | 1                |
| Robert Thornton | 0     | 1                |
| Darin Young     | 0     | 1                |